# Подъянда
Подъянда — деревня в Канском районе Красноярского края. Входит в состав Амонашенского сельсовета.

## История
Основана в 1740 г. В 1926 году состояла из 176 хозяйств, основное население — русские. Центр Подъяндовского сельсовета Амонашевского района Канского округа Сибирского края.

## Население
| 1926 | 2010 |
| ---- | ---- |
| 837  | ↘69  |